# Dániel Gera
Dániel Richárd Gera (Budapest, 29 agosto 1995) è un calciatore ungherese, attaccante del Diósgyőr.

## Caratteristiche tecniche
È un'ala destra.

## Carriera

### Club
Cresciuto nel settore giovanile di Vasas e Újpest, nel 2011 è stato acquistato dall'MTK Budapest. Ha esordito il 26 maggio 2012 disputando l'incontro di Nemzeti Bajnokság II perso 2-1 contro lo Szigetszentmiklós.

### Nazionale
Il 7 ottobre 2024 viene convocato per la prima volta in nazionale maggiore, con cui ha esordito quattro giorni dopo nel pareggio per 1-1 in Nations League contro i Paesi Bassi.

## Statistiche
Statistiche aggiornate al 18 maggio 2019.

### Presenze e reti nei club
| Stagione        | Squadra         | Campionato      | Campionato | Campionato | Coppe nazionali | Coppe nazionali | Coppe nazionali | Coppe continentali | Coppe continentali | Coppe continentali | Altre coppe | Altre coppe | Altre coppe | Totale | Totale | Totale |
| Stagione        | Squadra         | Comp            | Pres       | Reti       | Comp            | Pres            | Reti            | Comp               | Pres               | Reti               | Comp        | Pres        | Reti        | Pres   | Reti   |        |
| --------------- | --------------- | --------------- | ---------- | ---------- | --------------- | --------------- | --------------- | ------------------ | ------------------ | ------------------ | ----------- | ----------- | ----------- | ------ | ------ | ------ |
| 2011-2012       | MTK Budapest    | NB2             | 1          | 0          | CU+CdL          | 0               | 0               |                    | -                  | -                  |             | -           | -           | 1      | 0      |        |
| 2012-2013       | MTK Budapest    | NB1             | 0          | 0          | CU+CdL          | 0               | 0               |                    | -                  | -                  |             | -           | -           | 0      | 0      |        |
| 2013-2014       | MTK Budapest    | NB1             | 0          | 0          | CU+CdL          | 0+4             | 0+1             |                    | -                  | -                  |             | -           | -           | 4      | 1      |        |
| 2014-2015       | MTK Budapest    | NB1             | 2          | 0          | CU+CdL          | 0+3             | 0               |                    | -                  | -                  |             | -           | -           | 5      | 0      |        |
| 2015-2016       | MTK Budapest    | NB1             | 27         | 1          | CU              | 0               | 0               | UEL                | 1                  | 0                  |             | -           | -           | 28     | 1      |        |
| 2016-2017       | MTK Budapest    | NB1             | 17         | 2          | CU              | 0               | 0               | UEL                | 3                  | 0                  |             | -           | -           | 20     | 2      |        |
| 2017-2018       | MTK Budapest    | NB2             | 22         | 3          | CU              | 0               | 0               |                    | -                  | -                  |             | -           | -           | 22     | 3      |        |
| 2018-2019       | MTK Budapest    | NB1             | 24         | 6          | CU              | 0               | 0               |                    | -                  | -                  |             | -           | -           | 24     | 6      |        |
| Totale carriera | Totale carriera | Totale carriera | 93         | 12         |                 | 7               | 1               |                    | 4                  | 0                  |             | -           | -           | 104    | 13     |        |

### Cronologia presenze e reti in nazionale
| Cronologia completa delle presenze e delle reti in nazionale ― Ungheria | Cronologia completa delle presenze e delle reti in nazionale ― Ungheria | Cronologia completa delle presenze e delle reti in nazionale ― Ungheria | Cronologia completa delle presenze e delle reti in nazionale ― Ungheria | Cronologia completa delle presenze e delle reti in nazionale ― Ungheria | Cronologia completa delle presenze e delle reti in nazionale ― Ungheria | Cronologia completa delle presenze e delle reti in nazionale ― Ungheria | Cronologia completa delle presenze e delle reti in nazionale ― Ungheria |
| Data                                                                    | Città                                                                   | In casa                                                                 | Risultato                                                               | Ospiti                                                                  | Competizione                                                            | Reti                                                                    | Note                                                                    |
| ----------------------------------------------------------------------- | ----------------------------------------------------------------------- | ----------------------------------------------------------------------- | ----------------------------------------------------------------------- | ----------------------------------------------------------------------- | ----------------------------------------------------------------------- | ----------------------------------------------------------------------- | ----------------------------------------------------------------------- |
| 11-10-2024                                                              | Budapest                                                                | Ungheria                                                                | 1 – 1                                                                   | Paesi Bassi                                                             | UEFA Nations League 2024-2025 - 1º turno                                | -                                                                       | 89’                                                                     |
| 14-10-2024                                                              | Zenica                                                                  | Bosnia ed Erzegovina                                                    | 0 – 2                                                                   | Ungheria                                                                | UEFA Nations League 2024-2025 - 1º turno                                | -                                                                       | 68’                                                                     |
| 16-11-2024                                                              | Amsterdam                                                               | Paesi Bassi                                                             | 4 – 0                                                                   | Ungheria                                                                | UEFA Nations League 2024-2025 - 1º turno                                | -                                                                       | 75’                                                                     |
| 19-11-2024                                                              | Budapest                                                                | Ungheria                                                                | 1 – 1                                                                   | Germania                                                                | UEFA Nations League 2024-2025 - 1º turno                                | -                                                                       | 65’ 87’                                                                 |
| Totale                                                                  |                                                                         | Presenze                                                                | 4                                                                       |                                                                         | Reti                                                                    | 0                                                                       |                                                                         |

## Palmarès
- Nemzeti Bajnokság II: 1

MTK Budapest: 2017-2018